# Josip Čalušić
Josip Čalušić (Split, 11. listopada 1993.) hrvatski je nogometaš koji igra na mjestu braniča. Trenutačno igra za Konyaspor.

## Vanjske poveznice
- Josip Čalušić na hnl-statistika.com